# Mimosa misera
Mimosa misera är en ärtväxtart som beskrevs av George Bentham. Mimosa misera ingår i släktet mimosor, och familjen ärtväxter.

## Underarter
Arten delas in i följande underarter:
- M. m. misera
- M. m. subinermis